# Luna Papa
Der Film Luna Papa (russisch Лунный папа Lunny papa) ist eine internationale Tragikomödie aus dem Jahr 1999. Regie führte Bachtijor Chudoinasarow; die Hauptrollen spielten Tschulpan Chamatowa, Ato Muhammaddschonow und Moritz Bleibtreu.

## Handlung
Die 17-jährige Mamlakat lebt mit ihrem Vater Safar und dem behinderten Bruder Nasreddin in einem Dorf in Usbekistan. Sie träumt davon, eine Schauspielerin zu werden. Als ein Tournée-Theater in die Stadt kommt, sieht sie ihre Chance. Mamlakat verpasst die Theateraufführung, wird jedoch noch in derselben Nacht im Dunkeln von dem Piloten Yassir, der sich als Schauspieler ausgibt, verführt, ohne zu wissen, was eigentlich passiert. Als sie später feststellt, dass sie schwanger ist, weiß sie nicht, wo und wer der Vater ist.
Mamlakat begibt sich auf eine abenteuerliche Reise, um die Identität des Vaters ihres Kindes festzustellen und ihn zu zwingen, sie zu heiraten. Vater und Bruder bestehen darauf, sie zu begleiten, damit ihr Name und ihre Ehre gerettet werden können. Auf der Reise mit einem alten Auto voller Hühner durch Usbekistan, Tadschikistan und Kirgisistan begegnet die Familie verschiedenen Banditen und dem charmanten Heiratsschwindler Alik, der sich als der Verführer im Dunkeln ausgibt, und in den Mamlakat sich verliebt.

## Kritiken
Jan Distelmayer: „Auf den ersten Blick trennen Luna Papa, eine Art Adoleszenz-Märchen aus Zentralasien, und das zur selben Zeit produzierte Hollywood-Drama Magnolia in jeder Hinsicht Welten, und dennoch sind sie durch den lakonischen Einbruch des Fantastischen auf wundersame Weise miteinander verbunden. […] Was sich von nun an entwickelt, hat soviel Tempo, Fantasie, absurden Humor und liebevolle Genauigkeit, als ob sich Emir Kusturica, Monty Python und Václav Vorlicek (Drei Haselnüsse für Aschenbrödel, Wie soll man Dr. Mracek ertränken?) zusammengetan hätten, um ein neues Märchen aus Tausendundeiner Nacht auszuhecken. […] Die Utopie, das Unmögliche oder mit anderen Worten: das Kino tritt in beiden Filmen [Magnolia, Anm.] genau dann in Kraft, wenn bereits alles am Ende zu sein scheint.“
Der Film lief in zahlreichen europäischen Ländern an, wo er insgesamt rund 600.000 Besucher erreichte – die meisten davon in Deutschland, wo 175.000 Besucher den Film sahen, sowie in Frankreich und Italien, wo jeweils mehr als 125.000 Personen den Film besuchten. In Österreich und der Schweiz sahen den Film jeweils etwas mehr als 20.000 Personen. Aus dem Mitproduzentenland Russland sind keine Besucherzahlen bekannt.

## Auszeichnungen
Bachtijor Chudoinasarow gewann 1999 den Preis Golden Montgolfiere des Nantes Three Continents Festivals und den Best Artistic Contribution Award des Tokyo International Film Festivals sowie im Jahr 2000 den Goldenen Prometheus des Tbilisi International Film Festivals und den Jurypreis des Bergen International Film Festivals. Er wurde 2000 für den Golden Spike des Valladolid International Film Festivals nominiert.
Der Film gewann 2000 als Bester Film den Golden Aries der Russian Guild of Film Critics. Chudojnasarow gewann 2000 zwei Preise des Internationaal Filmfestival van Brussel und wurde für einen dritten nominiert. Auch auf dem Kinotawr-Festival 2000 in Sotschi wurde Luna Papa mit der Goldenen Rose ausgezeichnet.
Chudoinasarow gewann 2001 für seine Regie den russischen Filmpreis Nika. Hauptdarstellerin Tschulpan Chamatowa, der Film als Bester Film, das Drehbuch und der Ton wurden für den gleichen Preis nominiert.
Die Deutsche Film- und Medienbewertung FBW in Wiesbaden verlieh dem Film das Prädikat wertvoll.

## Produktion
Der  Film  wurde zum Großteil in der tadschikischen Stadt Chudschand und ihrem Umland gedreht. Unter anderem wurde das Dorf, in dem die Handlung beginnt, extra für den Film südlich des nahen Kairakkum-Stausees aufgebaut. Außerdem wurde im Zentrum und im Arbob-Palast einige Kilometer außerhalb der Stadt gefilmt.